# Adjala-Tosorontio (Ontario)
Adjala-Tosorontio to gmina (ang. township) w Kanadzie, w prowincji Ontario, w hrabstwie Simcoe.
Powierzchnia Adjala-Tosorontio to 372,33 km².
Według danych spisu powszechnego z roku 2001 Adjala-Tosorontio liczy 10 082 mieszkańców (27,08 os./km²).